# Sörtés nyúl
A sörtés nyúl (Caprolagus hispidus) a Himalája déli előhegyeiben élő, sajátos megjelenésű, veszélyeztetett nyúlfaj. A Caprolagus nem egyetlen faja.

## Megjelenése

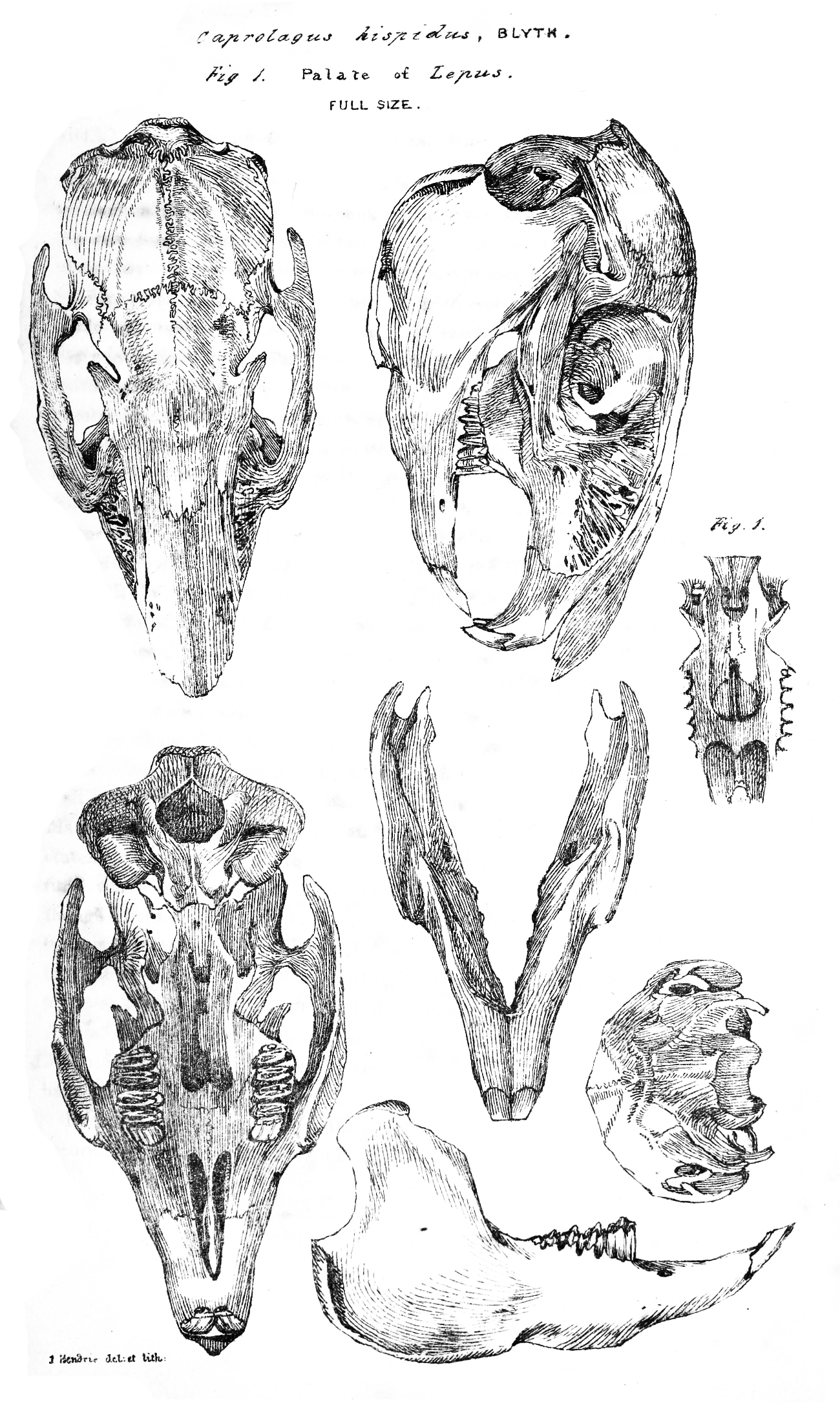
A sörtés nyúl koponyája

A sörtés nyúl testhossza 45–50 cm, farokhossza 4–5 cm, testtömege kb. 2,5 kg. Jellegzetessége, hogy a többi nyúlfajhoz képest nagyon rövidek a fülei, kb. 7 cm-esek; valamint erőteljes hátsó lábai alig valamivel hosszabbak az elsőknél. Szőrzete a hátán durva, sörteszerű (innen kapta nevét), feketésbarna színű. Mellkasa világosabb barna, hasa pedig fehér; szőre ezeken a testtájain rövidebb és puha. Farka teljes egészében barna színű, felső részén valamivel sötétebb. Végtagjai végén erős, egyenes karmokat visel. 

## Elterjedése
A faj valamikor egész Északkelet-Indiában, Dél-Nepálban és Észak-Bangladesben elterjedt volt. Mára létszáma erősen megfogyatkozott és kisebb, elszigetelt populáció maradtak. Legnagyobb populációja a nepáli Royal Suklaphanta Wildlife Reserve-ben található. 

## Életmódja
A sörtés nyúl elsősorban a magas füvű (elefántfüves) rétek lakója, ritkábban a Himalája előhegyeinek erdeiben is előfordul. A száraz évszakban, amikor a fű kiszárad és gyakran kigyullad, a nedvesebb, mocsarasabb helyekre, vízpartokra húzódik. Félénk, óvatos természetű, csak ritkán hagyja el a magas fű takarását. Települések, mezőgazdasági területek környékén csak akkor látható, ha a monszun miatt a víz elárasztja élőhelyét, vagy felgyújtják esetleg lekaszálják a füvet.
Visszahúzódó életmódja miatt csak kevéssé ismert faj. Föld alatti odúkban él, de többnyire nem maga ássa ezeket, hanem más állatok elhagyott kotorékait foglalja el. Magányosan vagy párokban él. Tél végén, január-februárban párzik, a nőstény két-három kölyöknek ad életet. Étrendjébe füvek, gyökerek, bokrok levelei tartoznak, időnként megeszi a mezőgazdasági terményeket is. 

## Természetvédelmi helyzete
A sörtés nyúl a Természetvédelmi Világszövetség Vörös Listáján veszélyeztetett besorolást kapott. Elsősorban élőhelyének csökkenése, a rétek legeltetése, felégetése jelent rá veszélyt, csökkenő létszámú populációi egymástól elszigeteltek. Ha kiszorul a magas füvű rétekről, a ragadozók - mint a sakál, a sasok vagy akár a kóbor kutyák - könnyebben észreveszik. A helyi népesség is vadássza a húsáért és mert véleményük szerint kárt tesz a terményben. A nyúl számára alkalmas élőhelyek területe 1994 és 2014 között 20-50%-kal csökkent.
A sörtés nyúl szerepel a Veszélyeztetett fajok nemzetközi kereskedelmi konvenciójának (CITES) I. mellékletében, vagyis kereskedelme tiltott. Indiában és Nepálban védett faj. 